# Leonard Van De Roye
Leonardus Augustus (Leonard) Van De Roye (Antwerpen, 3 juni 1883) was een Belgisch gewichtheffer.

## Levensloop
Van De Roye nam deel aan de Olympische Zomerspelen van 1920 te Antwerpen. Hij werd er achtste in de gewichtsklasse van de halfzwaargewichten (≤82,5kg).
Daarnaast was hij actief als gymnast. Hij was aangesloten bij de Borgerhoutsche Turners.